# تونی اسپیس
تونی اسپیس (انگلیسی: Toni Spiss; ۸ آوریل ۱۹۳۰ – ۲۰ مارس ۱۹۹۳) اسکی‌باز آلپاین اهل اتریش بود.